# НХЛ в сезоне 1964/1965

## События
- 15 мая 1964 года. Сэм Поллок заменил Фрэнка Селке на посту генерального менеджера «Монреаль Канадиэнс»
- 9 августа 1964 года. У «звезды» «Чикаго» Бобби Халла родился сын Бретт.
- 16 декабря 1964 года. Переиграв в гостях «НЙ Рейнджерс» 7:3, «Детройт Рэд Уинз» одержали 1000 победу в истории клуба.
- 27 января 1965 года. Улф Стернер стал первым шведским хоккеистом в НХЛ после того как появился в матче против «Бостона» в составе «НЙ Рейнджерс». В той игре победили «Рейнджерс» 5:2. Стернер отыграл в НХЛ всего 4 матча.
- 1 февраля 1965 года. Нападающему «НЙ Рейнджерс» Роду Жильберу была сделана сложная операция на спине. Он пропустил все оставшиеся матчи 1964-65 гг, но затем вернулся в хоккей и провел в НХЛ ещё 11 сезонов.
- 4 февраля 1965 года. Терри Савчук, игравший за «Торонто», стал первым вратарем в истории НХЛ одержавшим 400 побед. Савчук покорил этот рубеж в матче «Мэйпл Лифз» в гостях против «Монреаль Канадиэнс» 2:5.
- 20 марта 1965 года. Защитник «Чикаго» Пьер Пилот сделал две передачи в матче против «Монреаля» (2:3) и, набрав 58 очков в сезоне, установил новый рекорд результативности для игроков обороны.

## Регулярный сезон

### Обзор
После восьмилетнего перерыва лучший результат в регулярном сезоне показали «Детройт Рэд Уинз». Перед началом сезона «крылья» выменяли у «Чикаго» молодого вратаря Роже Крозье, и чтобы защитить свои права на него, оставили незащищённым на вейвер-драфте 34-летнего Терри Савчук.
Надежды «Детройта» на то, что никто не обратит внимания на ветерана не оправдались — Савчука тут же забрали «Мэйпл Лифз».
Так Крозиер стал основным голкипером «Рэд Уинз» и показав отменную реакцию выиграл Калдер Трофи с показателем в 2.42 пропускаемых шайбы за игру.
Тем временем «Торонто» с Савчуком, проведшим 36 матчей, и Джонни Бауэром, сыгравшим в 34 поединках, пропустило наименьшее количество голов в чемпионате. И Бауэр и Савчук отказались в одиночку принимать Везину Трофи, до тех пор пока имена обоих голкиперов не появились на призе.
Лучшим снайпером сезона во второй раз подряд стал Стэн Микита из «Чикаго», а вот Бобби Халл немного разочаровал — забив 37 шайб в первые 35 игр, затем из-за травм и спада в игре, он добавил на свой счёт всего лишь два гола.
Правда в плей-оффе Халл разразился восемью голами в семи матчах полуфинала против «Детройта» и помог «Чикаго» выйти в финал. Однако в решающих матчах «Блэкхокс» не сумели одолеть «Монреаль Канадиэнс», у которых перед началом сезона место менеджера, вместо ушедшего на пенсию Фрэнка Селки, занял Сэмми Поллок.

### Турнирная таблица
| # | Команда            | Игр | В  | Н  | П  | ШЗ  | ШП  | Очки |
| - | ------------------ | --- | -- | -- | -- | --- | --- | ---- |
| 1 | Детройт Рэд Уингз  | 70  | 40 | 7  | 23 | 224 | 175 | 87   |
| 2 | Монреаль Канадиенс | 70  | 36 | 11 | 23 | 211 | 185 | 83   |
| 3 | Чикаго Блэкхокс    | 70  | 34 | 8  | 28 | 224 | 176 | 76   |
| 4 | Торонто Мэйпл Лифс | 70  | 30 | 14 | 26 | 204 | 173 | 74   |
| 5 | Нью-Йорк Рейнджерс | 70  | 20 | 12 | 38 | 179 | 246 | 52   |
| 6 | Бостон Брюинз      | 70  | 21 | 6  | 43 | 166 | 253 | 48   |

## Плей-офф

### Обзор
В 1965 году, кроме Кубка Стэнли команде-победительнице, НХЛ также учредило приз для лучшего хоккеиста плей-оффа. Этот приз получил имя бывшего менеджера «Торонто» Конна Смайта, который не раз приводил «кленовые листья» к победе в Кубке.
Первым обладателем трофея стал форвард «Монреаль Канадиэнс» Жан Беливо, забросивший восемь шайб и сделавший восемь передач в 13 сыгранных матчах.
Высокая результативность Беливо помогла «Канадиэнс» вернуть себе Кубок Стэнли впервые с 1960 года. Так же большую роль сыграло преимущество домашнего льда — во всех семи играх финальной серии «Монреаль» — «Чикаго» победа оставалась на стороне хозяев и последний матч состоялся именно в Монреале.
Отлично сыграл и ветеран «Канадиэнс» голкипер Лорни «Гамп» Уорсли, который впервые в своей карьере играл в финале и записал в нем на свой счет два «шут-аута», включая в решающей седьмой встрече.

### ½ финала
| - 1 апреля. Детройт - Чикаго 4:3 - 4 апреля. Детройт - Чикаго 6:3 - 6 апреля. Чикаго - Детройт 5:2 - 8 апреля. Чикаго - Детройт 2:1 - 11 апреля. Детройт - Чикаго 4:2 - 13 апреля. Чикаго - Детройт 4:0 - 15 апреля. Детройт - Чикаго 2:4 Итог серии: Детройт - Чикаго 3-4 | - 1 апреля. Монреаль - Торонто 3:2 - 3 апреля. Монреаль - Торонто 3:1 - 6 апреля. Торонто - Монреаль 3:2 ОТ - 8 апреля. Торонто - Монреаль 4:2 - 10 апреля. Монреаль - Торонто 3:1 - 13 апреля. Торонто - Монреаль 3:4 ОТ Итог серии: Монреаль - Торонто 4-2 |

### Финал
- 17 апреля. Монреаль - Чикаго 3:2
- 20 апреля. Монреаль - Чикаго 2:0
- 22 апреля. Чикаго - Монреаль 3:1
- 25 апреля. Чикаго - Монреаль 5:1
- 27 апреля. Монреаль - Чикаго 6:0
- 29 апреля. Чикаго - Монреаль 2:1
- 1 мая. Монреаль - Чикаго 4:0

Итог серии: Монреаль - Чикаго 4-3

## Статистика
По итогам регулярного чемпионата
- Очки

1. Стэн Микита (Чикаго) — 87

- Голы

1. Норм Уллмэн (Детройт) — 42

- Передачи

1. Стэн Микита (Чикаго) — 59

- Штраф

1. Карл Брюуэр (Торонто) - 177

## Индивидуальные призы
| Приз                                        | Победители                            |
| ------------------------------------------- | ------------------------------------- |
| Харт Трофи (лучшему игроку сезона)          | Бобби Халл (Чикаго)                   |
| Везина Трофи (лучшему вратарю)              | Терри Савчук и Джонни Бауэр (Торонто) |
| Джэймс Норрис Трофи (лучшему защитнику)     | Пьер Пилот (Чикаго)                   |
| Лэди Бинг Трофи (за джентльменскую игру)    | Бобби Халл (Чикаго)                   |
| Арт Росс Трофи (лучшему бомбардиру)         | Стэн Микита (Чикаго)                  |
| Калдер Мемориал Трофи (лучшему новичку)     | Роже Крозье (Детройт)                 |
| Конн Смайт Трофи (лучшему игроку плей-оффа) | Жан Беливо (Монреаль)                 |